# Sopas de sartén
Las sopas de sartén es una preparación culinaria elaborada y servida generalmente como desayuno, se trata de una sopa de origen humilde que contiene tocino, pimiento picado y pan duro. Históricamente fue un plato dentro de la Cuerpo de Intendencia durante las Guerras Carlistas en Navarra. Se acompañaba de torreznos. Esta sopa se prepara tradicionalmente en todo el País Vasco, e igualmente se encuentra en la cocina gallega.